# 미디어 컨트롤 인터페이스
미디어 컨트롤 인터페이스(Media Control Interface, MCI)는 CD-ROM 플레이어와 오디오 컨트롤러처럼 마이크로소프트 윈도우나 OS/2 컴퓨터에 연결되는 멀티미디어 주변기기를 제어하기 위해 마이크로소프트와 IBM이 개발한 고급 API이다.
MCI는 문자열과 같은 명령을 전달함으로써 다양한 미디어 파일을 재생할 수 있고 녹음도 가능한 프로그램 작성을 단순하게 해준다. 윈도우 레지스트리나 system.ini의 [MCI] 섹션에서 기술되는 관계를 사용한다. 이 API의 한 가지 장점은 MCI 명령어들이 프로그래밍 언어와 스크립팅 언어(오픈 스크립트, lingo aso)로부터 전달이 가능하다는 것이다. 이러한 명령어들의 예로 mciSendCommand나 mciSendString을 들 수 있다.
MCI 인터페이스는 1995년 처음 출시된 DirectX에 자리를 물려주게 되었다.

## MCI 장치
미디어 컨트롤 인터페이스는 다음으로 구성된다:
- cdaudio
- digitalvideo
- overlay
- sequencer
- vcr
- videodisc
- waveaudio

이들 각각은 MCI 장치(예: CD-ROM 또는 VCD 플레이어)로 부르며 특정한 종류의 파일을 재생할 수 있는데, 이를테면 AVIVideo는 .avi 파일을 재생하고 CDAudio는 CD-DA 트랙을 재생한다. 그 밖의 MCI 장치들은 시간이 지남에 따라 이용이 가능하게 되었다.

## MCI 인터페이스를 통한 미디어 재생
특정한 유형의 미디어를 재생하려면 MCI 명령을 사용하여 올바르게 초기화할 필요가 있다. 아래의 명령은 여러 분류로 나뉜다:
- 시스템 명령어(System Commands)
- 필수 명령어(Required Commands)
- 기본 명령어(Basic Commands)
- 확장 명령어(Extended Commands)

완전한 목록의 MCI 명령어는 Microsoft's MSDN Library에서 볼 수 있다.

## 같이 보기
- 다이렉트쇼